# Hesperange
Hesperange (luxemburgiska: Hesper, tyska: Hesperingen) är en kommun och en stad i södra Luxemburg. Kommunen är belägen strax sydost om staden Luxemburg i kantonen Luxemburg. Den hade 15 049 invånare år 2017.